# Шатой
Шато́й (чеч. Шуьйта, Шуьйта г1ала, Хьакка г1ала, Хьакка)) — село в Росії, адміністративний центр Шатойського району Чеченської республіки..

## Географія
Знаходиться на півдні республіки в Аргунській ущелині на березі річки Аргун.
Найближчі населені пункти: на північному заході — села Хаккой, Сюжі і Великі Варанди; на північному сході — село Зони; на південному сході — села Бекум-Кале і Памятой; на півдні — села Вярди і Гуш-Керт; на південному заході — село Вашиндарой.

## Історія
Фортеця Шатой була заснована 9 серпня 1858 року генерал-лейтенантом Євдокимовим на території завойованого 30 липня 1858 військами Російської Імперії аулу Хаккой для штаб-квартири Навагінського піхотного полку, як царське укріплення проти горців, внаслідок чого 9 серпня 1858 є датою утворення села Шатой. З цього періоду почалася політика найжорстокішого геноциду проти Тайпа Хаккой, незалежно від статі і віку. Основу населення до 1918 року становили росіяни, які були переселені царською владою на землі Тайпа Хаккой. У слободі проживало до 50 сімейств російських і дві сім'ї греків. Під час  революції і громадянської війни 1917 - 1921 років основна частина російського населення виїхала, крім двох-трьох сімейств, нащадки яких проживають і нині в Шатої.
Царські колонізатори, в ході політики геноциду, знищували екологію, історичні пам'ятники архітектури, предмети культури, оскверняли святі місця богослужінні, руйнували могили предків по всій території Тайпа Хаккой. Всі офіційні документи царської адміністрації того періоду підносять чеченців як народ гідний винищення, як про це неодноразово доповідав царю генерал Єрмолов та інші воєначальники Росії.
У 1944 році на територію депортованих чеченців, згідно з політикою геноциду Сталіна і КПРС, знову заселені переважно російські поселенці з центральної Росії. Село названо Радянським, і увійшло як райцентр до складу Радянського району Грозненської області.

## Населення
Населення — 2523 осіб.
Національний склад
Національний склад населення села Шатой за даними Всеросійського перепису населення 2002 року:
| Народ    | Чисельність, чол. | Частка від усього населення,% |
| -------- | ----------------- | ----------------------------- |
| Чеченці  | 1451              | 81,9%                         |
| Росіяни  | 249               | 14,1%                         |
| Українці | 55                | 3,1%                          |
| Інші     | 1                 | 0,1%                          |
| Усього   | 1771              | 100,00%                       |

## Галерея

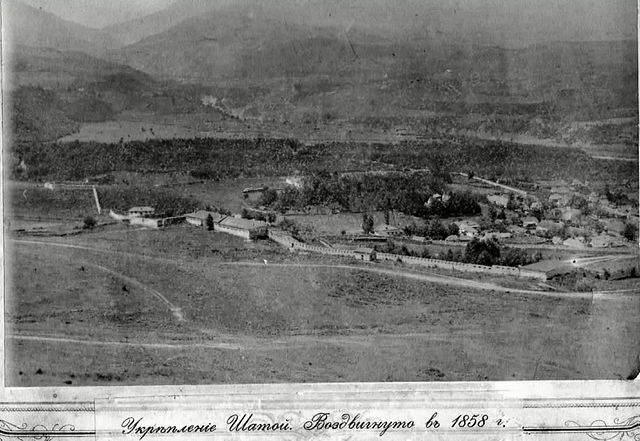
Укріплення Шатой. Споруджено в 1858 році на окупованих землях Тайпа Хаккой. Вид з північного сходу.
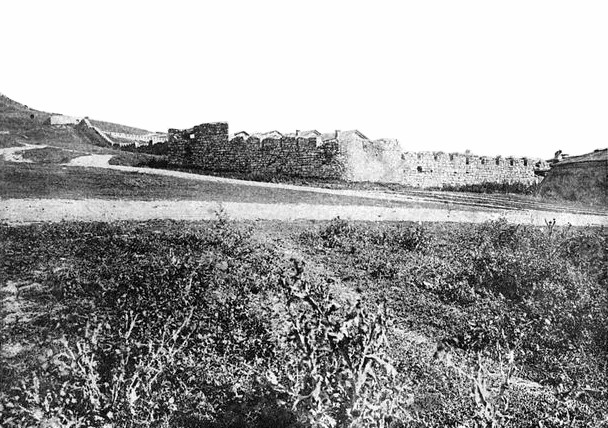
Укріплення Шатой. Споруджено в 1858 році на окупованих землях Тайпа Хаккой. Вид з північного заходу.
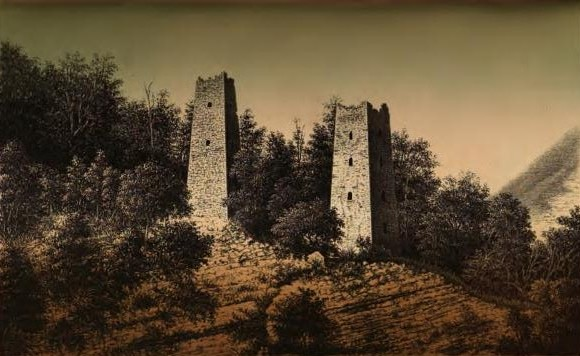
Вежі Хаккой до 1868 р
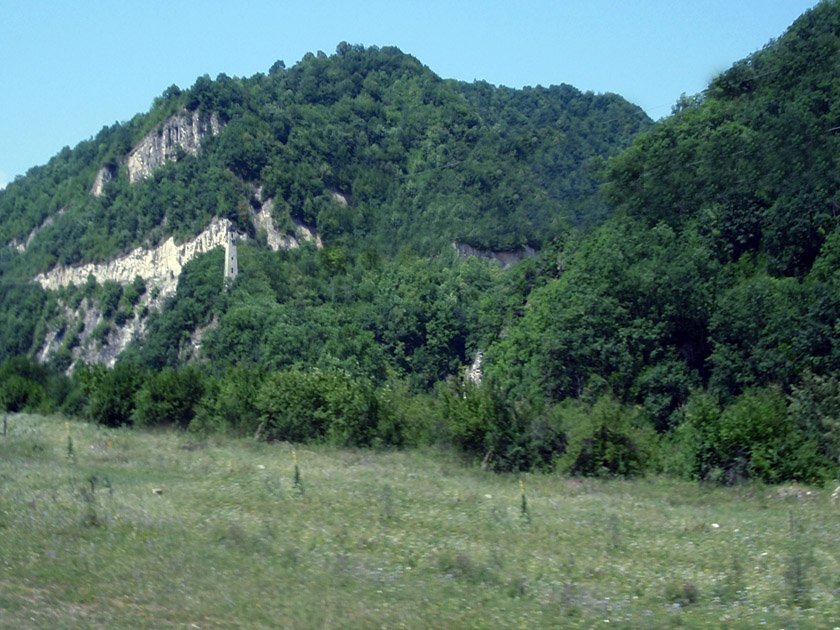
Вежа, яка знаходиться прямо біля в'їзду в Шатой, на іншому березі річки Аргун, на північній околиці села Хаккой.